# Szczepanki (Przasnysz)
Pour les articles homonymes, voir Szczepanki.
Szczepanki (prononciation : [ʂt͡ʂɛˈpaŋki]) est un village polonais de la gmina de Czernice Borowe dans le powiat de Przasnysz de la voïvodie de Mazovie dans le centre-est de la Pologne.
Il se situe à environ 6 kilomètres au sud de Czernice Borowe (siège de la gmina), 10 kilomètres au sud-ouest de Przasnysz (siège du powiat) et à 87 kilomètres au nord de Varsovie (capitale de la Pologne).

## Histoire
De 1975 à 1998, le village appartenait administrativement à la voïvodie de Ciechanów.